# طواف إيطاليا 1968
طواف إيطاليا 1968 هو سباق دراجات هوائية أقيم في إيطاليا بتاريخ 20 مايو - 12 يونيو، تكون السباق من 22 مرحلة وامتدّ لمسافة 3917.3 كم بسرعة 36.035 كم/س، استغرق السباق 108 ساعة 42 دقيقة 27 ثانية. فاز به البلجيكي إيدي ميركس وحلّ ثانيا فيتوريو أدورني بينما حصل على المركز الثالث فيليتشي جيموندي.

## الترتيب
| م                     | الدرّاج          | البلد   | الزمن                      |
| --------------------- | --------------- | ------- | -------------------------- |
| الفائز بالترتيب العام | إيدي ميركس      | بلجيكا  | 108 ساعة 42 دقيقة 27 ثانية |
| الثاني                | فيتوريو أدورني  | إيطاليا |                            |
| الثالث                | فيليتشي جيموندي | إيطاليا |                            |
| حسب النقاط            | إيدي ميركس      | بلجيكا  | -                          |
| التسلق                | إيدي ميركس      | بلجيكا  | -                          |